# Leptobrachium hasseltii
Leptobrachium hasseltii är en groddjursart som beskrevs av Johann Jakob von Tschudi 1838. Leptobrachium hasseltii ingår i släktet Leptobrachium och familjen Megophryidae. IUCN kategoriserar arten globalt som livskraftig. Inga underarter finns listade i Catalogue of Life.